# Stazione di Saronno Sud
La stazione di Saronno Sud è una fermata delle linee ferroviarie Milano-Saronno e Saronno-Seregno. È gestita da Ferrovienord, mentre il servizio viaggiatori è effettuato da Trenord.
La stazione si trova a pochi minuti di cammino della frazione rurale di Saronno nota come Cascina Colombara e da una zona industriale. È direttamente collegata alla strada provinciale 527 Bustese.

## Storia
La stazione fu attivata il 15 aprile 1991, contemporaneamente al quadruplicamento della linea; venne costruita in una zona periferica come punto d'interscambio ferro-gomma, consentendo di ridurre il traffico automobilistico intorno alla stazione di Saronno, posta nel centro della città.
Prima dell'istituzione del servizio ferroviario suburbano di Milano, nel 2004, la stazione di Saronno Sud era servita solo da alcuni treni regionali, che vi fermavano solo negli orari di punta.
Nel 2005 il numero di viaggiatori transitati dalla stazione è stato pari a 121 599.
Tra il 2010 e il 2012, furono realizzati i lavori di riqualificazione della ferrovia Saronno-Seregno che compresero anche l'impianto di Saronno Sud. Nella variante della linea ferroviaria, infatti, fu previsto lo spostamento del tracciato verso meridione, allontanandolo quindi dalle abitazioni, e la sua ricostruzione in trincea. Si decise di far sottopassare Saronno Sud, per cui fu costruito un nuovo piazzale sotterraneo, a due binari, in modo che la stessa potesse essere utilizzata per il servizio viaggiatori della linea ricostruita.
Terminati i lavori, a partire dal 9 dicembre 2012 la fermata iniziò ad essere servita anche dalla S9 utilizzando la nuova linea.

## Strutture e impianti
La stazione si compone di due piazzali. Quello in superficie è relativo alla ferrovia Milano-Saronno ed è composto da quattro binari di cui i primi due sono utilizzati dai collegamenti suburbani S1 e S3, mentre i restanti sono impiegati dai treni che non effettuano servizio presso quest'impianto.
Il secondo piazzale è quello sotterraneo, a due binari, relativo alla nuova ferrovia Novara-Seregno e servito dalla linea S9; è ubicato a nord rispetto a quello in superficie.

## Movimento
Saronno Sud è servita dalle linee S1, S3 e S9 del servizio ferroviario suburbano di Milano.
In totale, presso questa infrastruttura si fermano oltre settanta coppie di treni sia in direzione di Milano sia di Saronno.

## Servizi

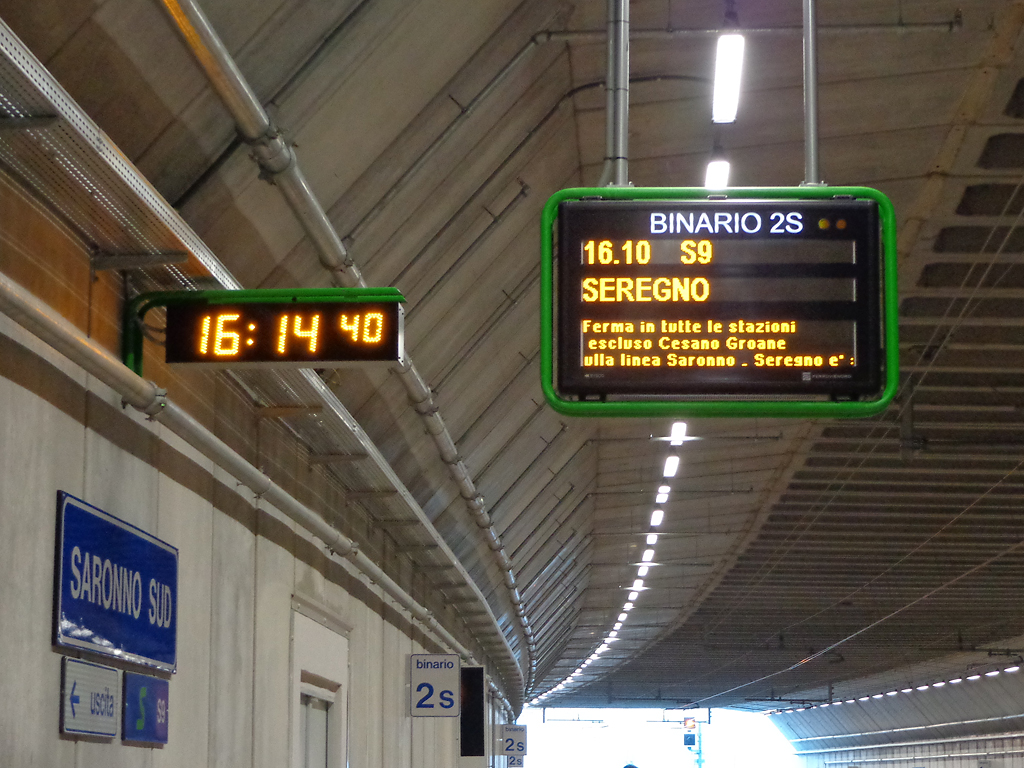
Teleindicatori

La stazione è dotata di biglietterie self service e di un sottopassaggio che collega le banchine con il fabbricato viaggiatori e il parcheggio da un lato e la vicina zona industriale dall'altro.
Su tutti i quattro binari di regolare servizio sono presenti pannelli digitali, che indicano, dieci minuti prima dell'arrivo di un treno sul proprio binario, la sua destinazione, orario di partenza, fermate intermedie ed eventuale ritardo. Teleindicatori sono presenti anche sui due binari di transito, e mostrano l'indicazione "IN TRANSITO" cinque minuti prima del passaggio del treno diretto.
- Biglietteria automatica
- Sala di attesa
- Bar

## Galleria d'immagini

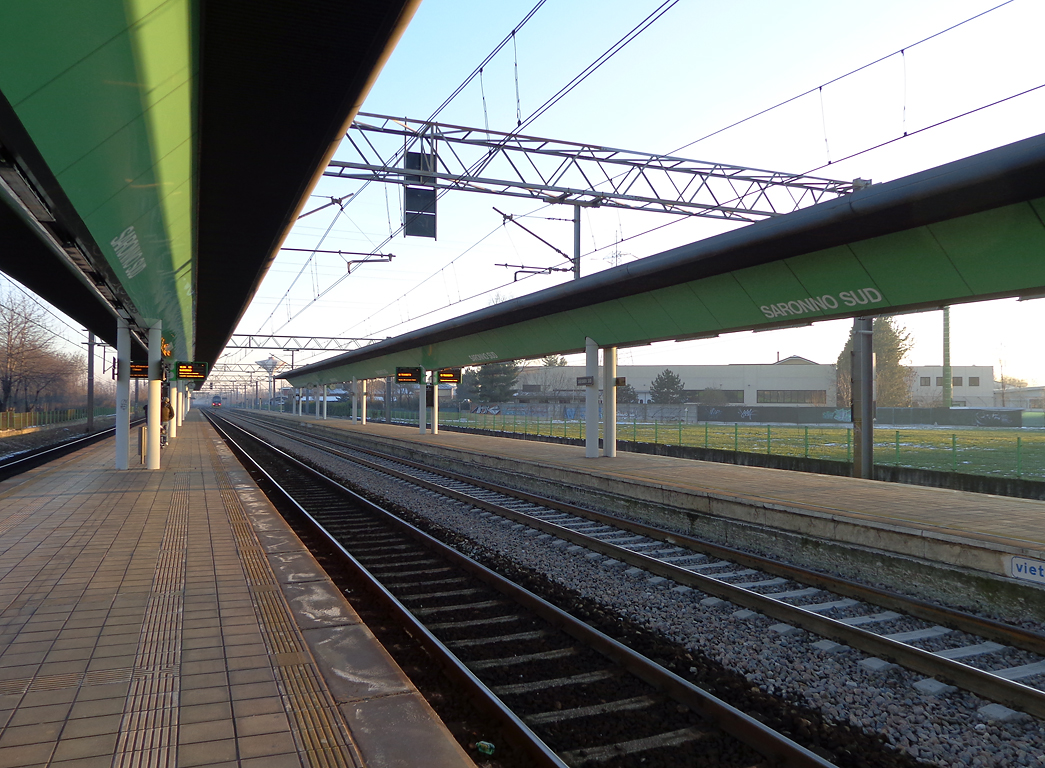
Piazzale di superficie
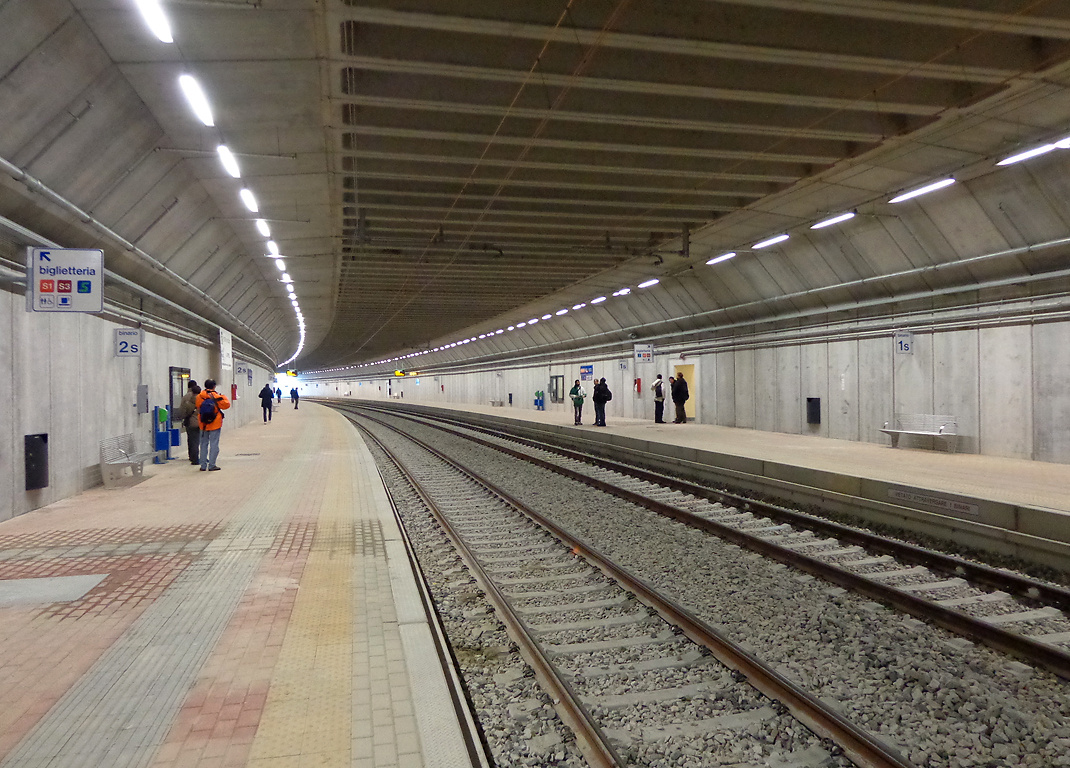
Piazzale sotterraneo
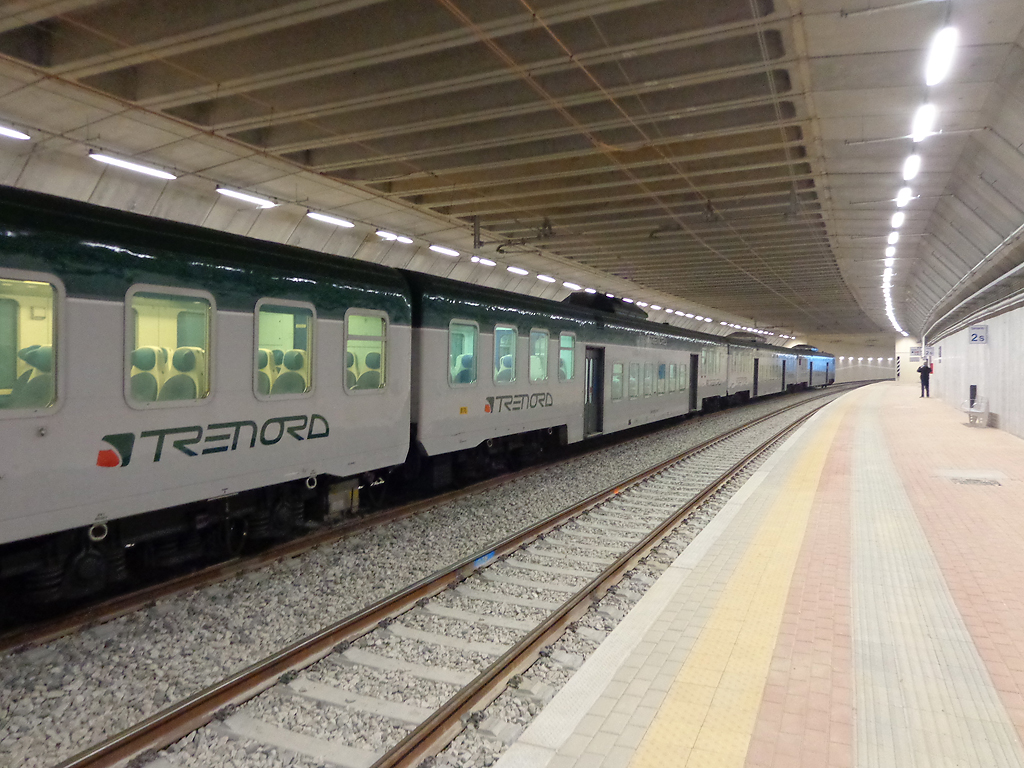
Un treno della linea S9 in sosta a Saronno Sud